# Mustikkasaari (ö i Kymmenedalen, Kouvola)
Mustikkasaari är en ö i Finland. Den ligger i sjön Vuohijärvi och i kommunen Kouvola i den ekonomiska regionen  Kouvola ekonomiska region  och landskapet Kymmenedalen, i den södra delen av landet, 140 km nordost om huvudstaden Helsingfors. Öns area är 4,4 hektar och dess största längd är 320 meter i sydöst-nordvästlig riktning.